# Шага
Ша́га (каз. Шаға) — село у складі Сузацького району Туркестанської області Казахстану. Входить до складу Каракурського сільського округу.
Населення — 454 особи (2021; 412 у 2009, 331 у 1999, 622 у 1989).